# Herb gminy Sierakowice
Herb gminy Sierakowice – symbol gminy Sierakowice, ustanowiony w 1990. Jego autorem jest mieszkaniec gminy, Marek Fryt.

## Wygląd i symbolika
Herb przedstawia na tarczy koloru niebieskiego w centralnej części postacie czarnego gryfa kaszubskiego i białego orła ze złotymi szponami i dziobem, wplecione w literę "S". Mają one wspólną złotą koronę na głowie. Herb ma wymowę symboliczną, litera "S" to inicjał nazwy "Sierakowice", natomiast połączenie gryfa i orła symbolizuje nierozerwalność Polski i Kaszub.